# Top Model of the World 2006/2007
Top Model of the World 2006/2007 fue la 14.ª edición del certamen Top Model of the World, correspondiente al año 2007; la cual se llevó a cabo el 14 de febrero en Kunming, China. Candidatas de 50 países y territorios autónomos compitieron por el título. Al final del evento, Dominika van Santen Alix, Top Model of the World 2005 de Isla de Margarita, coronó a Natália Aparecida Guimarães López, de Brasil, como su sucesora.
Dos meses después de ser coronada Natália Aparecida Guimarães López renunció al título debido a que competiría en Miss Universo 2007; por lo tanto el título recayó en la primera finalista, Michelle de Leon de Filipinas.

## Resultados
| Posiciones                       | Candidata |
| -------------------------------- | --- |
| Top Model of the World 2006/2007 | - Filipinas - Michelle de Leon (Asumió) - Brasil - Natália Aparecida Guimarães López (Renunció) |
| Primera Finalista                | - Kazajistán - Tatyana Dmitrivenko |
| Segunda Finalista                | - China - Li Yuan-li |
| Top 15                           | - Alemania - Daniela Domröse - Armenia - Marina Avetyan - Bahamas - Deandrea Darcelle Conliffe - Bulgaria - Ivelina Ivanova - Colombia - Mónica Esperanza Palacios Mora - Polonia - Joanna Kryspin - República Checa - Miroslava Košťanová - Rusia - Diana Hodakovskaya - Taiwán - Ya-Lin Chen - Venezuela - Mónica Isabel Pallotta Peña - Vietnam - Nguyen Trang Nhung |

## Premios especiales
| Premio                  | Candidata                                 |
| ----------------------- | ----------------------------------------- |
| Miss Fotogénica         | - Antillas Mayores - Xiomara Matos        |
| Miss Simpatía           | - Australia - Kimberley Ellsmore          |
| Mejor Traje Nacional    | - Bulgaria - Ivelina Ivanova              |
| Mejor en Traje de Noche | - Guadalupe - Marie-Pierre Balon          |
| Mejor Cuerpo            | - Kazajistán - Tatyana Dmitrivenko        |
| Más Votada Vía Internet | - Venezuela - Mónica Isabel Pallotta Peña |

## Candidatas
50 candidatas compitieron por el título:
(En la tabla se utiliza su nombre completo, los sobrenombres van entrecomillados y los apellidos utilizados como nombre artístico, entre paréntesis; fuera de ella se utilizan sus nombres «artísticos» o simplificados).
| País/Territorio      | Candidata                         |
| -------------------- | --------------------------------- |
| Albania              | Jehona Cacaj                      |
| Alemania             | Daniela Domröse                   |
| Almatý               | Asel Kuzhiyeva                    |
| Antillas Mayores     | Xiomara Matos                     |
| Armenia              | Marina Avetyan                    |
| Australia            | Kimberley Ellsmore                |
| Austria              | Melanie Kuzel                     |
| Bahamas              | Deandrea Darcelle Conliffe        |
| Brasil               | Natália Aparecida Guimarães López |
| Bulgaria             | Ivelina Ivanova                   |
| Caribe               | Lizfanny Emiliano Pierre          |
| Cáucaso              | Gajane Pogosjan                   |
| China                | Li Yuan-li                        |
| Colombia             | Mónica Esperanza Palacios Mora    |
| Corea                | Il-young Song                     |
| Croacia              | Katica Rakuljić                   |
| Dinamarca            | Emel Onuru                        |
| Estados Unidos       | Amanda Holzen                     |
| Estonia              | Olga Sibanova                     |
| Filipinas            | Michelle de Leon                  |
| Finlandia            | Cecilia Rönnblad                  |
| Francia              | Thigna Ton                        |
| Gales                | Alison Brennan                    |
| Ghana                | Brenda Boateng Asare              |
| Guadalupe            | Marie-Pierre Balon                |
| Haití                | Anyely Sánchez Alberto            |
| Hungría              | Renata Anetta Toth                |
| Isla Española        | Deyanira Bary Seberino            |
| Kazajistán           | Tatyana Dmitrivenko               |
| Kosovo               | Fatmire Buzuku                    |
| Mar Báltico          | Ivonne Menzel                     |
| Mar Negro            | Anastasiya Vasiliyevna Stryzhova  |
| Moldavia             | Rodica Sisianu                    |
| Mongolia             | Uyanga Ochirbat                   |
| Oriente Medio        | Agnesa Vuthaj                     |
| Polonia              | Joanna Kryspin                    |
| Puerto Rico          | Zoraida Figueroa Laracuente       |
| República Checa      | Miroslava Košťanová               |
| República Dominicana | Moralma Rodríguez Cruz            |
| Rumania              | Liana Sabina Donea                |
| Rusia                | Diana Hodakovskaya                |
| Singapur             | Low Xiao Qi                       |
| Sri Lanka            | Deepthika Jayakody                |
| Suiza                | Sise Cacaj                        |
| Taiwán               | Ya-Lin Chen                       |
| Tanzania             | Edna Audax Kayozi                 |
| Ucrania              | Kseniya Kirichenko                |
| Venezuela            | Mónica Isabel Pallotta Peña       |
| Vietnam              | Nguyen Trang Nhung                |
| Zimbabue             | Clementine Mbazo                  |

### Candidatas retiradas
- Nicaragua - Luisa Ortega
- Nigeria - Vivian Elegalam

## Datos acerca de las delegadas
- Algunas de las delegadas de Top Model of the World 2006/2007 han participado en otros certámenes internacionales de importancia:
  - Marina Avetyan (Armenia) participó sin éxito en Best Model of the World 2007, semifinalista en Miss Turismo Queen Internacional 2007, cuartofinalista en Miss Bikini Internacional 2010 y ganadora de Miss World League of Beauty and Fashion 2010.
  - Deandrea Darcelle Conliffe (Bahamas) participó sin éxito en Miss Mundo 2006.
  - Natália Aparecida Guimarães López (Brasil) fue semifinalista en Miss Intercontinental 2006 y primera finalista en Miss Universo 2007.
  - Lizfanny Emiliano Pierre (Caribe) fue segunda finalista en el Reinado Internacional de la Caña de Azúcar 2003 representando a Haití.
  - Mónica Esperanza Palacios Mora (Colombia) fue ganadora de Top Model of The World 2013 representando a Caribe.
  - Katica Rakuljić (Croacia) fue segunda finalista en Supermodel of the World 2009/2010 representando a Suecia.
  - Emel Onuru (Dinamarca) participó sin éxito en Miss Young Internacional 2007.
  - Olga Sibanova (Estonia) participó sin éxito en Miss Turismo Internacional 2008.
  - Renata Anetta Toth (Hungría) participó sin éxito en Miss Mundo 2006.
  - Anastasiya Vasiliyevna Stryzhova (Mar Negro) participó sin éxito en Miss Intercontinental 2006.
  - Uyanga Ochirbat (Mongolia) fue tercera finalista en Miss Global City 2007.
  - Agnesa Vuthaj (Oriente Medio) participó sin éxito en Miss Mundo 2004 y Miss Universo 2005, en estos certámenes representando a Albania.
  - Mónica Isabel Pallotta Peña (Venezuela) fue cuartofinalista en Miss Italia en el Mundo 2005.

## Sobre los países en Top Model of the World 2006/2007

### Naciones debutantes
| - Albania - Almatý - Bahamas - Caribe - Cáucaso - Gales - Guadalupe | - Isla Española - Kosovo - Mongolia - Oriente Medio - Sri Lanka - Taiwán - Zimbabue |

### Naciones que regresan a la competencia
Compitieron por última vez en 1995:
- Austria
- Dinamarca

Compitieron por última vez en 1997:
- Moldavia
- Rumania

Compitió por última vez en 2000:
- Ghana

Compitió por última vez en 2001:
- Bulgaria

Compitieron por última vez en 2002:
- Filipinas
- Mar Negro

Compitieron por última vez en 2003:
- Haití
- República Checa

Compitieron por última vez en 2004:
- Antillas Mayores
- Croacia
- Vietnam

### Naciones ausentes
| - Bélgica - Bielorrusia - Bosnia y Herzegovina - Crimea - Curazao - Ecuador - España - Etiopía - Grecia - Honduras - Indonesia - Isla de Margarita | - La Española - Lituania - Malasia - Nigeria - Noruega - Países Bajos - Portugal - Reino Unido - Serbia y Montenegro - Suecia - Turquía - Uruguay |